# Tomáš Drucker
Tomáš Drucker (ur. 20 lipca 1978 w Bratysławie) – słowacki polityk i menedżer, w latach 2016–2018 minister zdrowia, w 2018 minister spraw wewnętrznych, od 2023 minister edukacji.

## Życiorys
Absolwent wydziału prawa na Uniwersytecie Trnawskim, kształcił się również w zakresie informatyki i automatyki w przemyśle na Słowackim Uniwersytecie Technicznym w Bratysławie. Pracował na stanowiskach doradczych i menedżerskich. W 2012 został dyrektorem generalnym słowackiej poczty.
W powołanym 23 marca 2016 trzecim rządzie Roberta Ficy z rekomendacji partii SMER objął urząd ministra zdrowia. 22 marca 2018 w nowo utworzonym gabinecie Petera Pellegriniego przeszedł na stanowisko ministra spraw wewnętrznych. Ustąpił w kwietniu 2018, gdy odmówił zdymisjonowania komendanta głównego słowackiej policji, czego domagali się protestujący po zabójstwie dziennikarza Jána Kuciaka.
W 2019 stanął na czele ugrupowania pod nazwą Dobrá voľba. W 2023 jego formacja podjęła decyzję o przyłączeniu się do stronnictwa Głos – Socjalna Demokracja. W 2023 z jego listy uzyskał mandat posła do Rady Narodowej. W październiku 2023 został ministrem edukacji, nauki, badań naukowych i sportu w czwartym rządzie Roberta Ficy (od lutego 2024 jako minister edukacji, nauki i badań naukowych).